# Anísio de Abreu
Anísio de Abreu è un comune del Brasile nello Stato del Piauí, parte della mesoregione del Sudoeste Piauiense e della microregione di São Raimundo Nonato.